# Adolf Funk (Maler)
Adolf Funk (* 21. Januar 1903 in Nidau; † 21. April 1996 in Zürich) war ein Schweizer Maler, Zeichner und Mosaikkünstler.

## Leben und Werk
Adolf Funk absolvierte eine Lehre zum Dekorationsmaler in Biel. Anschliessend besuchte er die Allgemeine Gewerbeschule Basel sowie die Kunstgewerbeschule in Vevey. Später belegte er das Fach dekorative Malerei an der Staatsfachhochschule für angewandte Kunst in München.
Adolf Funk erhielt 1927, 1929 und 1930 den Eidgenössischen Preis für Gestaltung. 1931 liess er sich in Zürich nieder und heiratete 1935 Lissy Funk. Ihre gemeinsame Tochter ist Rosina Kuhn.
Adolf Funk gestaltete u. a. grosse Wandbilder, so für Schulhäuser und die Schweizerische Nationalbank sowie für die Klinik Balgrist in Zürich. Funk war Mitglied der Sektion Zürich der GSMBA. Er zeigte seine Werke in zahlreichen Gruppenausstellungen.